# Дейр Лінч
Дейр Лінч (19 червня 1998 , Клонмель, Манстер ) — ірландський веслувальник, бронзовий призер Олімпійських ігор 2024 року.

## Виступи на Олімпіадах
| Олімпіада  | Дисципліна   | Місце |
| ---------- | ------------ | ----- |
| Париж 2024 | парні двійки | 3     |

## Зовнішні посилання
- Дейр Лінч на сайті World Rowing (англійська)